# Canton de Saint-Dizier-Centre
Le canton de Saint-Dizier-Centre est une ancienne division administrative française située dans le département de la Haute-Marne et la région Champagne-Ardenne.

## Histoire
Le canton de Saint-Dizier-Centre est créé par le décret du 16 août 1973, en même temps que le canton de Saint-Dizier-Est et que le canton de Saint-Dizier-Ouest.

## Représentation

### Conseillers généraux de l'ancien canton deSaint-Dizier(de 1833 à 1973)
| Période | Période      | Identité                          | Étiquette            | Qualité |
| ------- | ------------ | --------------------------------- | -------------------- | --- |
| 1833    | 1848         | Baron Jean-Baptiste Martin        |                      | Ancien colonel de cuirassiers Maire de Saint-Dizier (1830-1847) |
| 1848    | 1852         | Narcisse-Éléonor Héraux           |                      | Notaire, maire de Saint-Dizier (1847), conseiller d'arrondissement |
| 1852    | 1871         | Jules Rozet                       |                      | Propriétaire et maître de forges au Clos-Mortier Président de la Chambre de commerce |
| 1871    | 1881 (décès) | Louis Robert-Dehault              | Républicain          | Fonctionnaire puis maître de forges à Saint-Dizier Sénateur (1876-1881) Maire de Saint-Dizier (1870) |
| 1881    | 1901         | Albin Rozet (fils de Jules Rozet) | Républicain          | Diplomate, puis exploitant agricole et maître de forges Député (1889-1915) |
| 1901    | 1926 (décès) | Georges Mougeot                   | Rad.                 | Docteur en médecine Maire de Saint-Dizier (1918-1926) Président du Conseil Général (1924-1926) |
| 1926    | 1928         | Emile Chalon                      | Rad.                 | Pharmacien, adjoint au Maire de Saint-Dizier, conseiller d'arrondissement |
| 1928    | 1933 (décès) | Henri Rollin                      | Rad.                 | Econome de l'hôpital psychiatrique de Haute-Marne Maire de Saint-Dizier (1926-1933) - Député (1932-1933) |
| 1934    | 1937         | Lucien Lesprit                    | RG                   | Entrepreneur de travaux publics Maire de Valcourt |
| 1937    | 1940         | René Rollin (fils d'H.Rollin)     | Rad.                 | Enseignant Député (1936-1942) Maire de Saint-Dizier (1934-1944), conseiller d'arrondissement Élu en 1951 dans le Canton de Chevillon Président du Conseil général (1982-1984) Nommé conseiller départemental en 1943 |
|         |              |                                   |                      | |
| 1945    | 1949         | Marius Cartier                    | PCF                  | Employé SNCF Vice-Président du Conseil Général (1945-1949) Député (1945-1951) |
| 1949    | 1961         | Emile Charpentier                 | RPF puis RS puis DVD | Premier adjoint au Maire de Saint-Dizier |
| 1961    | 1973         | Marius Cartier                    | PCF                  | Maire de Saint-Dizier (1971-1989) Député (1945-1951 et 1956-1958) |

### Conseillers d'arrondissement du canton de Saint-Dizier (de 1833 à 1940)
Le canton de Saint-Dizier avait deux conseillers d'arrondissement.
Il appartenait à l'arrondissement de Wassy jusqu'à sa disparition en 1926.
| Période                                  | Période          | Identité                         | Étiquette                 | Qualité |
| ---------------------------------------- | ---------------- | -------------------------------- | ------------------------- | --- |
| 1833                                     | 1848             | Gaspard Leblanc (1794-1853)      |                           | Propriétaire, maire d'Éclaron                                                                               |
| 1833                                     | 1842             | Nicolas Auguste Petitot-Defailly |                           | Ancien officier d'artillerie, maitre de forges à Saint-Dizier                                               |
| 1842                                     | 1848             | Narcisse Eléonor Héraux          |                           | Notaire à Saint-Dizier                                                                                      |
|                                          |                  |                                  |                           | |
| 1886                                     | 1905 (démission) | Victor-Charles Bourdon-Delaunay  | Républicain               | Adjoint au maire de Saint-Dizier                                                                            |
| 1886                                     | 1904             | Léon Gallois                     | Républicain               | Agriculteur à Éclaron                                                                                       |
| 1904                                     | 1919             | Alphonse Beaudet                 | Républicain               | Adjoint au maire de Saint-Dizier                                                                            |
| 1905                                     | 1919             | Adolphe Samuel (1847-1924)       | Républicain               | Adjoint au maire de Saint-Dizier, maire pendant la Première Guerre Mondiale                                 |
| 1919                                     | 1926             | Émile Chalon                     | Rad.                      | Pharmacien à Saint-Dizier                                                                                   |
| 1919                                     | 1928             | Louis Louvat                     | Rad.                      | Vétérinaire, conseiller municipal de Saint-Dizier                                                           |
| Juil. 1926                               | 1931 (décès)     | Ferdinand Vesselle (1854-1931)   | Républicain indépendant * | Médecin à Saint-Dizier                                                                                      |
| 1928                                     | 1937             | René Rollin                      | Rad.                      | Enseignant, député (1936-1942), maire de Saint-Dizier (1934-1944)                                           |
| 1931                                     | 1940             | Constant Ponsart (1885-1955)     | SFIO                      | Cheminot puis employé d'octroi à la ville de Saint-Dizier, conseiller municipal                             |
| Décembre 1937                            | 1940             | Georges Richard                  | Rad.                      | Préparateur en pharmacie, conseiller municipal de Saint-Dizier                                              |
| 1940                                     |                  |                                  |                           | Les conseils d'arrondissement ont été suspendus par la loi du 12 octobre 1940 et n'ont jamais été réactivés |
| Les données manquantes sont à compléter. |                  |                                  |                           | |

- Le Dr Vesselle était étiqueté "Royaliste" par le journal républicain Le Petit Haut-Marnais.

### Conseillers généraux du canton de Saint-Dizier-Centre (de 1973 à 2015)
| Période | Période | Identité                  | Étiquette    | Qualité                                                                                       |
| ------- | ------- | ------------------------- | ------------ | --------------------------------------------------------------------------------------------- |
| 1973    | 1992    | Alfred Gigoux (1924-1999) | UDR puis RPR | Adjoint au maire de Saint-Dizier                                                              |
| 1992    | 1998    | Jean-Marie Harat          | DVD          | Expert foncier et agricole à Saint-Dizier                                                     |
| 1998    | 2015    | Elisabeth Robert-Dehault  | UMP          | Chef d'entreprise Maire-adjoint de Saint-Dizier Elue en 2015 dans le Canton de Saint-Dizier-2 |

## Composition

### Ancien canton de Saint-Dizier
Communes de : Bettancourt-la-Ferrée, Chamouilley, Chancenay, Éclaron, Hallignicourt, Hoéricourt, Humbécourt, Laneuville-au-Pont, Moeslains, Perthes, Roches-sur-Marne, Saint-Dizier, Valcourt et Villiers-en-Lieu.

### Canton de Saint-Dizier-Centre
Le canton de Saint-Dizier-Centre se composait d’une fraction de la commune de Saint-Dizier. Il compte 12 534 habitants (population municipale) au 1er janvier 2012.
| Nom                      | Code Insee | Intercommunalité               | Population (dernière pop. légale)               |
| ------------------------ | ---------- | ------------------------------ | ----------------------------------------------- |
| Saint-Dizier (chef-lieu) | 52448      | CA Saint-Dizier, Der et Blaise | Fraction : 12 534(2012) Commune : 25 505 (2014) |

## Démographie
| 1962 | 1968 | 1975 | 1982 | 1990 | 1999 | 2009 |
| ---- | ---- | ---- | ---- | ---- | ---- | ---- |
| -    | -    | -    | -    | -    | -    | -    |